# 濱地正浩
濵地 正浩（はまち まさひろ、芸名：HAMACHI、1977年4月12日生まれ）は、日本のタップダンサー、俳優、音楽家、振付師。タップダンスグループLiBLAZEのメンバー。元STRiPES、元クロマニスタ。
東京都足立区出身。

## 来歴
神奈川県私立浅野高等学校から日本体育大学に進む。大学在学中にグレゴリー・ハインズ主演の映画『TAP』を見て感銘を受けタップダンスを始める。それ以前は野球部に所属していた。
2003年、ギタリストの井上裕治（元girl next door）、Voice Percussion KAZZ（現Permanent Fish）と共に、何か新しいことは出来ないかとインストバンド「クロマニスタ」（各々のステップアップのために2005年解散）を結成。同年には、北野武（ビートたけし）監督・主演の映画『座頭市』へ出演し、タップダンスシーンの指導などにもあたる。
2006年、HIDEBOHがリーダーを務めるタップダンスグループ「STRiPES」に参加。赤坂プリンスホテルはじめ全国各地にてライブやディナーショーを行う。
2009年、より音楽との融合を目指してグループ名を「LiBLAZE」と改名。
2010年には日本テレビ系列にて放送された『世界1のSHOWタイム〜ギャラを決めるのはアナタ〜』第1回にスーパーリブレイズとして出演し、最高金額を獲得（この番組には2012年の第5回、2013年の第7回にも出演し、それぞれ最高金額を獲得している）。
2012年、NHKの番組『みんなのうた』にて楽曲「HEART BEAT」を発表。また、TBS系列の番組Asian Aceに日本代表メンバーの一員として出演し、勝利をおさめる。この番組内でHAMACHIは、野球を途中で辞めたことについて語っている。
2013年には赤坂BLITZにて単独ライブを開催。
2014年4月、JA全農2014世界卓球の開会式にてパフォーマンスを務める。
2014年7月、グルメポップコーン「POP!」のCMに主演。
2017年6月、水谷豊監督作品『TAP THE LAST SHOW』にRYUICHI役で出演。
2021年8月、市川徹監督作品『SWANEE野毛探偵事務所』に常石拓馬役で出演。
2022年3月、小山祥平監督作品『死神 ドクター・テケレツ』に竜崎海役で出演。
2022年3月、竹内晶子監督作品『線分上の動く点P』にニンニン役で出演。

## 人物
- 競馬に非常に精通していて、ブログにはたびたび競馬についての記事をアップしている。馬券の買い方は完全な穴党。
  - 2014年7月放送の、BSフジ『イチオシ大予想TV「馬キュン!」』函館記念の回では、7番人気のステラウインドを本命にして的中。同回では、バーデンバーデンCでも7番人気アンバルブライベンを指名して的中[7][8]。前日の福島最終レースでも、インスタントジョンソン、じゃいとの馬券対決を制し、この回3戦3勝の成績を残す。
  - 2014年8月放送の小倉記念の回では、6番人気マーティンボロを指名し、再度的中させる。
  - 2017年6月の安田記念を、3連単28万円を◎〇▲の印通りで的中。
  - 2017年度『競馬場の達人』では収支ランキング5位。
  - 2018年5月のヴィクトリアマイルでも、穴馬券を◎〇▲の印通りで的中。
  - 2019年秋のG1シリーズでは、◎が11週連続で馬券内的中。
- 横浜DeNAベイスターズの大ファンである。
- ゴルフが得意。

ベストスコアは78。

## 出演

### 映画
- 北野武（ビートたけし）監督・主演作品『座頭市』 2003年（出演・振付指導）
- 水谷豊監督作品『TAP THE LAST SHOW』 2017年（出演、RYUICHI役）
- 市川徹監督作品『SWANEE野毛探偵事務所』 2021年（出演、常石拓馬役）
- 小山祥平監督作品『死神 ドクター・テケレツ』2022年（出演、竜崎海役、プロデューサー、振付）
- 竹内晶子監督作品『線分上の動く点P』2022年（出演、ニンニン役）

### 舞台
- 第27回香港電影金像奨ショータイム
- 第56回アジア太平洋映画祭ショータイム
- 上海にて06年末カウントダウン番組オープニング出演
- Funk-a-Step LIVE 赤坂プリンスホテル他全国各地
- Funk-a-Step LIVE香港 4日間公演
- LiBLAZE LIVE 新高輪プリンスホテル飛天の間[9]、赤坂BLITZ他全国各地
- ブロードウエイミュージカル『NOISE&FUNK』 スペシャルオープニングアクト
- ノッポさんの小さな音楽劇 ありがとうグラスホッパー
- 銀座博品館劇場 タップジゴロ
- 銀座博品館劇場 TAP THE BEST SHOW 2017
- 劇団SET TAKEDA
- JA全農2014世界卓球開会式ゲストパフォーマンス[10]
- Bリーグ関東EARLY CUP2017スペシャルパフォーマンス
- Blue Print BASHAAAAAAAN!!-THE WORLD OF AQUARIUM-

### TV
- NHK
  - みんなのうた
  - 金曜バラエティ
  - チャレンジ!ホビー
- 日本テレビ
  - 世界1のSHOWタイム〜ギャラを決めるのはアナタ〜
- TBS
  - Asian Ace
- テレビ東京
  - たけしの誰でもピカソ
  - 豪腕!コーチング!!
- BSフジ
  - イチオシ大予想TV「馬キュン!」
- グリーンチャンネル
  - 水曜馬スペ！
  - ケイバ予備校夏季講習
  - 帰ってきたケイバ予備校夏季講習
  - 競馬場の達人

### CM出演
- ゼビオスポーツ HEAT-X